# إميلي ووف
إميلي ووف (بالإنجليزية: Emily Woof)‏ هي كاتبة سيناريو وممثلة بريطانية، ولدت في 1967 بنيوكاسل أبون تاين في المملكة المتحدة.

## وصلات خارجية
- إميلي ووف على موقع IMDb (الإنجليزية)
- إميلي ووف على موقع ألو سيني (الفرنسية)
- إميلي ووف على موقع أول موفي (الإنجليزية)
- إميلي ووف على موقع قاعدة بيانات الأفلام السويدية (السويدية)
- إميلي ووف على موقع قاعدة بيانات الفيلم (الإنجليزية)
- إميلي ووف على موقع كينوبويسك (الروسية)